# Carlo Alfonso Nallino

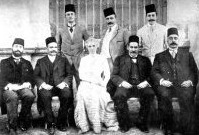
Carlo Alfonso Nallino è il primo seduto a sinistra, con stambulina e tarbush, all'Università khediviale egiziana nel 1911. Il primo a destra è invece l'esponente riformista Ḥifnī Bey Nāṣif, esperto di cultura arabo-islamica e padre dell'esponente femminista Malak Ḥifnī Nāṣif, nota col suo pseudonimo di Bāḥithat al-Bādiya.

Carlo Alfonso Nallino (Torino, 16 febbraio 1872 – Roma, 25 luglio 1938) è stato un islamista e arabista italiano.

## Biografia
Carlo Alfonso si iscrisse alla Facoltà di Lettere di Torino, nonostante la sua famiglia fosse orientata per le scienze e suo padre Giovanni si fosse trasferito da Torino a Udine in veste di professore di Chimica generale presso il R. Istituto tecnico e di Direttore della R. Stazione agraria annessa all’Istituto.
Nella capitale piemontese Carlo Alfonso studiò sotto il magistero di Italo Pizzi, e già a ventuno anni dimostrò il suo talento pubblicando uno studio in tre volumi sulla geografia e sulle scienze astronomiche degli Arabi. 

Si recò poi in missione in Spagna nel corso del 1894, usufruendo di una borsa ministeriale concessagli dal R. Osservatorio astronomico di Brera (Milano) per soggiornare a Madrid, dove avrebbe tradotto in lingua latina e commentato l'unica copia manoscritta araba sopravvissuta dell'astronomo del X secolo al-Battānī, conservata nella Biblioteca dell'Escorial della capitale iberica, studiato pionieristicamente molti secoli prima da Plato Tiburtinus.
Laureatosi in Lettere nel 1893, dal dicembre di quell'anno fino al maggio del 1894 studiò al Cairo grazie a una borsa ministeriale di perfezionamento. 
Divenne celebre per il suo citato lavoro in tre volumi intitolato Al-Battānī sive Albatenii Opus Astronomicum. Ad fidem codicis escurialensis arabice editum, Il titolo originale dell'opera era Kitāb az-zīǧ aṣ-ṣābiʾ (“Libro delle tavole astronomiche sabee”), scritta dal grande astronomo arabo nel X secolo, e morto nel 929, conosciuto nell'età medievale occidentale come Albatenius. Tale lavoro di straordinaria rilevanza arabistica e scientifica indusse un gruppo di astronomi italiani dell'Osservatorio San Vittore di Bologna a proporre positivamente all’International Astronomical Union che allo studioso italiano fosse dedicato, in riconoscente ricordo, un asteroide (scoperto il 25 marzo 1998) orbitante nella fascia principale (gravitante cioè tra Marte e Giove), che fu così chiamato "31271 Nallino".

### Insegnamento all'Orientale di Napoli
L'opera su al-Battānī fece ottenere a Nallino grande prestigio e fama internazionale.  
Nello stesso 1893, Nallino pubblicò la Chrestomathia Qorani arabica, edita a Lipsia, grazie anche alla quale poté assumere il ruolo di Professore incaricato di Lingua araba nell'Istituto Orientale di Napoli (oggi Università degli Studi di Napoli "L'Orientale") a partire dal novembre 1894 fino al 15 aprile 1899, data in cui divenne all'Orientale Professore straordinario fino al 31 gennaio 1902. 
Nel 1900, Nallino pubblicò per la milanese Hoepli un libro sul dialetto arabo egiziano, ristampato nel 1913, nel 1939 e nel 1978 col titolo L'arabo parlato in Egitto. 

### Attività universitaria a Palermo e in Egitto
In veste di Professore straordinario, Nallino svolse tra il 1902 e il 1905 i corsi di Arabo nella Regia Università di Palermo di amariana memoria, assumendo a Palermo dopo quella data la funzione di Professore ordinario. 
La sua profonda competenza sulla cultura araba e quella islamica lo fecero segnalare da Ignazio Guidi, la personalità più illustre della cosiddetta "Scuola Romana di Orientalistica", all'allora principe ereditario egiziano Fuʾād, futuro sovrano d'Egitto ed estimatore dell'Italia, che lo invitò a insegnare nella occidentalizzante Università Egiziana da poco da lui istituita. In essa Nallino ebbe fra l'altro come allievi Ahmad Amin e Ṭāhā Ḥuseyn, due tra le più illustri personalità della cultura egiziana dell'epoca (Ṭāhā Ḥuseyn divenne più tardi professore di cattedra nella stessa Università in cui aveva studiato, assumendo poi l'incarico di ministro dell'Istruzione egiziana, rimanendo sempre legato al magistero ricevuto dal suo Maestro italiano, con cui rimase in affettuose relazioni fino alla morte dell'arabista torinese nel 1938).
Nell'Università Egiziana, C. A. Nallino garantì nel 1909-1910 l'insegnamento annuale, in lingua araba, di Storia dell'astronomia araba e, nel biennio 1910-1911 e 1911-1912, di Storia della letteratura araba, assicurandovi un corso quadrimestrale per tutto il quinquennio 1927-1931. Nallino soggiornò in seguito con regolarità per un intero mese al Cairo, in concomitanza con le sedute dell'Accademia Reale di Lingua Araba della capitale egiziana, di cui nel 1933 aveva avuto il rarissimo onore di diventare membro.

### Incarichi governativi e trasferimento all'università La Sapienza di Roma
Nell'ottobre-dicembre  1912 Nallino fu inviato dal governo italiano in missione a Tripoli per dare un nuovo assetto al materiale ospitato nell'Archivio politico ottomano e per guidare l'Ufficio Traduzioni. Tornato in patria, divenne per volontà ministeriale italiana, Commissario Regio per riordinare per pochi mesi il R. Istituto Orientale di Napoli (sett. 1913-febb. 1914).

Nel 1918-19 fu componente della VII Sezione della Commissione del dopoguerra e fu membro del Consiglio Superiore della Pubblica Istruzione e della sua Giunta dal 1923 al 1928.
Dal 1° gennaio 1915 era nel frattempo diventato Professore ordinario di Storia e istituzioni musulmane nella Regia Università di Roma - in cui era stato comandato fin dall'anno accademico 1913-1914 - rimanendo a insegnarvi fino alla sua improvvisa morte nel 1938,  punto principale di riferimento scientifico per l'intera Arabistica e Islamistica italiana.    
Nella capitale italiana fondò nel 1921 l'Istituto per l'Oriente asieme ad alcuni politici, fra cui il futuro senatore Amedeo Giannini, e studiosi di vaglia, come Michelangelo Guidi, Giorgio Levi Della Vida, Raffaele Rapex (giudice, console a Shanghai) ed Ettore Rossi. In tale nuova struttura garantì la pubblicazione di numerose opere scientifiche e della rivista mensile Oriente Moderno, regolarmente stampata da oltre un secolo, a lungo giudicata una delle migliori riviste del mondo sui problemi del Vicino Oriente contemporaneo, come scrisse lo storico britannico Arnold J. Toynbee. 
Socio dell'Accademia Nazionale dei Lincei, divenne il 29 marzo 1932 Accademico dell'Accademia d'Italia dopo lo scioglimento dei Lincei voluto dal Fascismo. 
Nel 1938 chiese e ottenne il permesso di effettuare un viaggio nella Penisola araba per approfondirvi i suoi studi ma questa fu la sua ultima fatica perché i due mesi (9 febbraio-29 marzo) passati nel neonato Regno Saudita, ospite del Ministro d'Italia Sillitti, contribuirono a fiaccarne la salute.
Morì infatti il 25 luglio per una crisi cardiaca, dopo essere riuscito a completare solo il primo dei due volumi previsti sul regno arabo, riguardante gli ordinamenti istituzionali, primo dei 6 volumi dei suoi Scritti editi e inediti, pubblicati dallo stesso Istituto per l'Oriente sotto la diligente supervisione della figlia Maria). Costei, rimasta precocemente orfana di madre, seguì le orme paterne, sia come valida docente universitaria (fu professore ordinario di Lingua e Letteratura Araba nell'Università Ca' Foscari di Venezia), sia come studiosa presso l'Istituto per l'Oriente, di cui fu apprezzata Direttore Scientifico fino alla morte.
La casa dove padre e figlia avevano vissuto fu da lei legata all'Istituto per l'Oriente assieme al prezioso patrimonio librario ivi contenuto che, specialmente per quanto riguardava Carlo Alfonso, era ricco di rari testi arabi, persiani, turchi, urdu, tra cui figurano alcuni preziosi hapax, e di altre pubblicazioni redatte in varie lingue occidentali. Proprio per usufruire di tale legato e per gratitudine, l'Istituto per l'Oriente ha aggiunto alla sua denominazione il nome di Carlo Alfonso Nallino. 
Il Comune di Roma gli ha intitolato una via nel Quartiere Ardeatino, mentre il Comune di Torino gliene ha intitolata una nel Quartiere Mirafiori Nord.